# Koffee
Mikayla Simpson (Spanish Town, 16 de febrer de 2000), més coneguda com Koffee, és una cantant, compositora, rapera i guitarrista de música reggae jamaicana. Es va donar a conèixer el 2017 amb el videoclip «Burning», i el 2019 va signar amb Columbia Records. El seu EP de debut del mateix any, Rapture, va guanyar el premi Grammy al millor àlbum de reggae als 62ns Premis Grammy, convertint-se en la persona més jove (amb 19 anys) i l'única dona guardonada en la categoria de millor àlbum de reggae.

## Trajectòria
La mare de Koffee era actriu ocasional, adventista del setè dia i treballadora del Ministeri de Salut. Les primeres influències musicals de Koffee estan relacionades amb el bagatge religiós de la seva mare. Va cantar al cor de l'església, va començar a aprendre a tocar la guitarra als 12 anys amb un instrument manllevat d'un amic i va escriure les primeres lletres inspirada pel cantant de reggae Protoje. Va estudiar a l'Ardenne Highschool de Kingston on va aprendre teoria musical i tècnica vocal al cor de l'institut.
Koffee va guanyar popularitat després de penjar un vídeo a Instagram cantant. El 2017 va llançar el seu primer senzill «Legend», amb només la veu i la guitarra acústica, en homenatge al velocista jamaicà Usain Bolt. La cançó es va convertir en un èxit viral un cop l'atleta la va publicar al seu propi compte d'Instagram. La presa de consciència de la violència i els problemes socials que va presenciar en créixer influïren en les seves lletres, i ha citat a Protoje, Chronixx, Super Cat i Giggs entre les seves inspiracions musicals.
«Burning» va romandre tres setmanes al número 1 del Top 30 Reggae Chart de The Foundation Radio Network, que abasta Nova York i el sud de Florida.
El 2018 el cantant Cocoa Tea la va portar a l'escenari del festivals Rebel Salute i Rototom Sunsplash. Chronixx la va convidar a una sessió de BBC Radio 1Xtra emesa des dels Tuff Gong Studios, i a girar pel Regne Unit actuant en llocs com l'Alexandra Palace.
Amb el senzill «Raggamuffin» de desembre de 2018, Koffee va denunciar la violència armada i la negligència governamental pel que fa al benestar del jovent. BBC Radio 1Xtra va considerar Koffee com una dels seus artistes «Hot for 2019». El seu següent senzill, «Toast», va ser produït per Major Lazer, i tant Chronixx com Protoje apareixen al videoclip. El 2019, Tory Lanez en va fer un remix com a part del seu projecte International Fargo que es pot trobar a SoundCloud.
El seu EP de debut, Rapture, es va publicar el 14 de març de 2019. El videoclip «Throne» transporta els espectadors a la seva ciutat natal de Spanish Town. Va aparèixer a The Fader el 22 de gener de 2019. El 26 de novembre de 2019, Koffee va fer la seva primera col·laboració, «W», amb l'artista de rap Gunna. Koffee va telonejar Harry Styles en algunes dates de la gira nord-americana Love On Tour del 2020.
Koffee va ser convidada al programa de televisió de Nick Cannon, Wild 'N Out, que es va emetre el 18 de febrer de 2020 a VH1. L'octubre de 2020, Koffee va ser nomenada per la revista Elle com una de les «10 Trailblazing Women Changing The Future You Need To Know».

## Discografia
- Rapture (EP, 2019)
- Gifted (2022)[20]